# Skrzyżowanie Wełny z Nielbą
Skrzyżowanie rzek Wełny z Nielbą pod kątem prostym, często błędnie określane jako bifurkacja, znajdujące się w obrębie miasta Wągrowiec. Nie jest to jednak naturalne zjawisko – zostało ono wykonane przez człowieka, powstało w wyniku prac melioracyjnych prowadzonych przez cystersów około 1830 roku.

## Przypisy

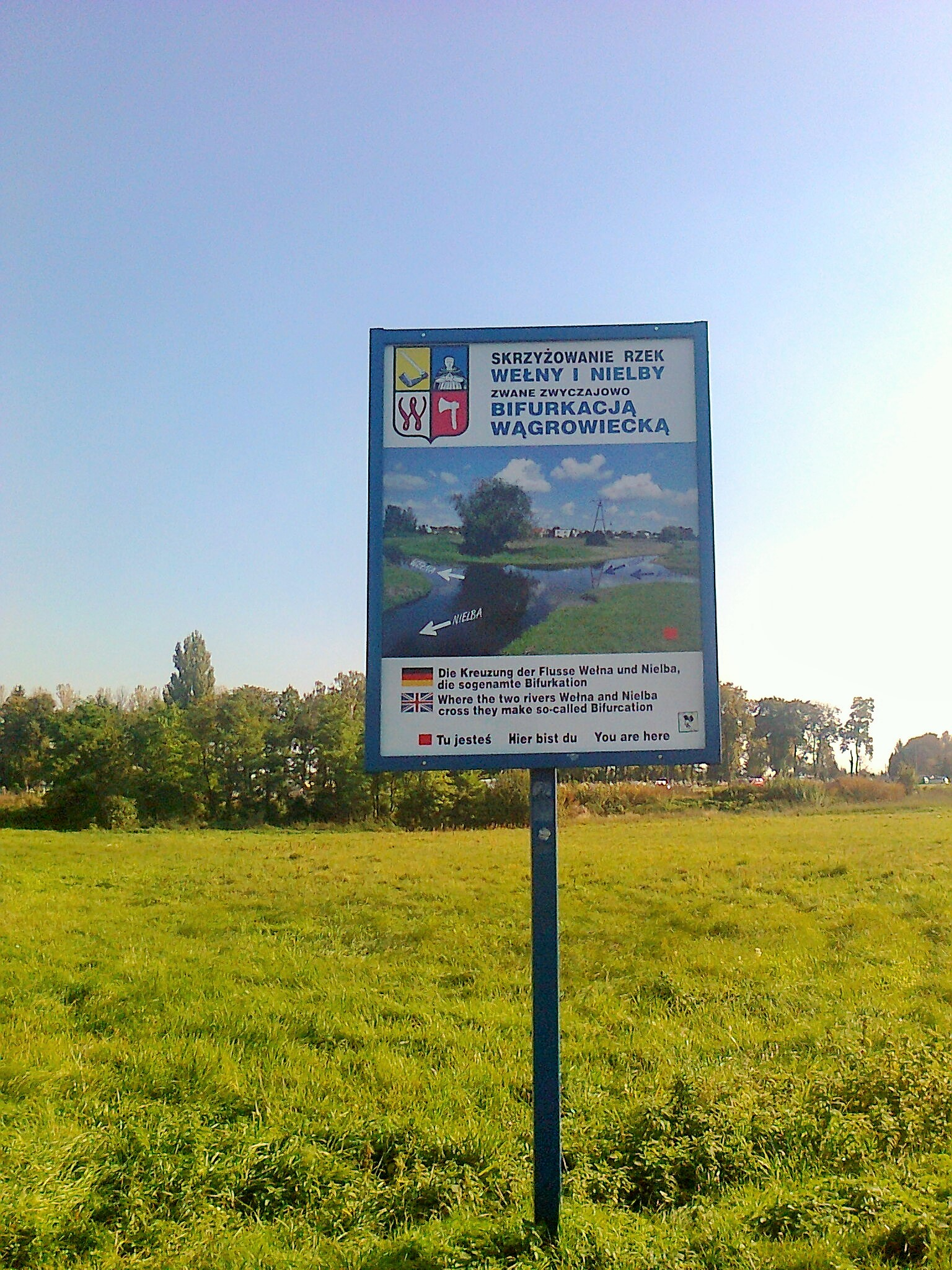
Tablica informacyjna